# بيبلوكتو
بيبلوكتو(بالإنجليزية: Piblokto)، المعروف أيضًا باسم بيبلوكتوك وهستيريا القطب الشمالي، هي حالة تظهر بشكل شائع في مجتمعات الإينوغويت (شمال غرب جرينلاند الإنويت)التي تعيش داخل الدائرة القطبية الشمالية. Piblokto هو رد فعل هستيري خاص بالثقافة في الإنويت، وخاصة النساء، الذين قد يقومون بأفعال غير عقلانية أو خطيرة، يتبعها فقدان الذاكرة لهذا الحدث. قد يكون Piblokto مرتبطًا بقمع شخصية نساء الإنويت. تظهر الحالة بشكل شائع في فصل الشتاء. يعتبر شكلاً من أشكال المتلازمة المرتبطة بالثقافة، على الرغم من أن الدراسات الحديثة (انظر قسم الشكوك) تتساءل عما إذا كانت موجودة على الإطلاق. يعد Piblokto أيضًا جزءًا من مسرد المتلازمات المرتبطة بالثقافة الموجودة في الدليل التشخيصي والإحصائي للاضطرابات العقلية (DSM-IV).

## تاريخ
تم توثيق Piblokto لأول مرة في عام 1892 وتصف تقارير المستكشفين الأوروبيين هذه الظاهرة بأنها شائعة في جميع مناطق القطب الشمالي. كان المستكشفون أول من سجل البيبلوكتو كتابيًا. ومن بين هؤلاء، قدم الأدميرال روبرت بيري نظرة تفصيلية عن الاضطراب أثناء رحلة استكشافية إلى جرينلاندوجد بيري ورجاله الأفعال التي شهدوها بين نساء الإنويت مسلية، وبعد إرسال نظرائهم الذكور في مهمات، أصبحوا متورطين جنسيًا مع النساء المتبقيات. لا يقتصر البيبلوكتو على السكان الأصليين تم العثور على تقارير عن البحارة الذين تقطعت بهم السبل خلال القرن التاسع عشر والذين ظهرت عليهم نفس الأعراض. ويقال إن هذا الاضطراب كان موجودًا قبل الاتصال الغربي وما زال يحدث حتى اليوم. ومع ذلك، كما هو مذكور أدناه، يرى العديد من العلماء الآن أن الاضطرابات المرتبطة بالثقافة قد تكون في كثير من الأحيان قطعة أثرية من اللقاءات الاستعمارية، وتعتبر المناقشات المعاصرة لمرض البيبلوكتو في الأنثروبولوجيا الطبية والطب النفسي عبر الثقافات مثالًا على الطبيعة المشبوهة للمتلازمات المرتبطة بالثقافة.

## أصل
غالبًا ما يتم العثور على Piblokto في ثقافة الإينوغويت في المناطق القطبية في شمال جرينلاند، على سبيل المثال لا الحصر. تم الإبلاغ عن أعراض مماثلة لدى البحارة الأوروبيين الذين تقطعت بهم السبل في مناطق القطب الشمالي في القرن التاسع عشر. بين الإينوغويت، لا تعتبر الهجمات خارجة عن المألوف. لم يتم الإبلاغ حاليًا عن أي نظرية أصلية لهذا الاضطراب. غالبًا ما تظهر هذه الحالة عند نساء الإينوغويت. يعتبر Piblokto أكثر شيوعًا خلال ليالي القطب الشمالي الطويلة.

## أعراض
Piblokto هي نوبة فصامية مفاجئة تتألف من أربع مراحل: الانسحاب الاجتماعي، والإثارة، والتشنجات والذهول، والتعافي. في كتابه دليل الطب النفسي الثقافي، يقدم ون شينغ تسنغ المثال التالي مقتبس من فولكس.
السيدة "A" امرأة تبلغ من العمر 30 عامًا تعرضت لنوبات دورية من "التجارب الغريبة" خلال السنوات الثلاث الماضية (منذ وفاة والدتها). قبل ثلاث سنوات، في فصل الشتاء، خلال أول نوبة لها، كانت شديدة الاعتداء وحاولت إيذاء نفسها. استمر الهجوم حوالي 15 دقيقة ولم تتذكر شيئًا عنه بعد ذلك. وقبل عامين، تعرضت لهجومها الثاني، الذي استمر حوالي نصف ساعة، هربت خلاله من منزلها إلى الثلج، ومزقت ملابسها.

## الأسباب
على الرغم من عدم وجود سبب معروف لمرض بيبلوكتو، إلا أن العلماء الغربيين أرجعوا هذا الاضطراب إلى قلة الشمس، والبرد الشديد، والحالة المقفرة لمعظم القرى في المنطقة. قد يكون سبب هذا الاضطراب الموجود في هذه الثقافة هو عزلة مجموعتهم الثقافية.
من المحتمل أن تكون هذه المتلازمة المرتبطة بالثقافة مرتبطة بتسمم فيتامين أ ( فرط الفيتامين أ). يوفر النظام الغذائي الأصلي للإينوغويت أو تغذية الإسكيمو مصادر غنية بالفيتامين A من خلال تناول الكبد والكلى والدهون لأسماك القطب الشمالي والثدييات ومن المحتمل أن يكون السبب أو العامل المسبب. هذا العامل المسبب هو من خلال السمية التي تم الإبلاغ عنها للذكور والإناث والبالغين والأطفال والكلاب. إن تناول لحوم الأعضاء، وخاصة كبد بعض ثدييات القطب الشمالي، مثل الدب القطبي والفقمة الملتحية، حيث يتم تخزين الفيتامين بمستويات سامة للإنسان، يمكن أن يكون قاتلاً لمعظم الناس.
ينص تقليد الإينوغويت على أن سبب ذلك هو استحواذ الأرواح الشريرة على الأحياء. تعد الشامانية والروحانية من المواضيع السائدة في معتقدات الإينوغويت التقليدية ، حيث يعمل أنجاكوك (المعالج) كوسيط مع القوى الخارقة للطبيعة. يستخدم Angakkuit حالات النشوة للتواصل مع الأرواح وتنفيذ الشفاء الإيماني. هناك وجهة نظر بين الإينوغويت مفادها أن الأفراد الذين يدخلون حالات النشوة يجب أن يعاملوا باحترام، نظرًا لاحتمال ظهور "وحي" جديد نتيجة لذلك. عادةً ما يتضمن العلاج في حالات بيبلوكتو السماح للنوبة بأن تأخذ مجراها دون تدخل. في حين أنه يمكن في كثير من الأحيان الخلط بين piblokto وحالات أخرى (بما في ذلك الصرع)، حيث يمكن أن يؤدي الفشل في التدخل إلى تعرض الضحية للأذى، فإن معظم الحالات تميل إلى أن تكون حميدة.

## الشك
على الرغم من أن البيبلوكتو لها مكان في السجل التاريخي والشرائع الطبية الرسمية، إلا أن عددًا من الباحثين في القطب الشمالي وسكان القطب الشمالي يشككون في وجودها. ويشيرون إلى أن هذه الظاهرة قد تكون متجذرة في تجربة وسلوك المستكشفين الأوروبيين الأوائل من الإنويت أنفسهم.
في عام 1988، بدأ مؤرخ باركس كندا لايل ديك تحديًا كبيرًا لمفهوم وجود piblokto على الإطلاق. قام ديك بفحص السجلات الأصلية لمستكشفي القطب الشمالي الأوروبيين، والتقارير الإثنوغرافية واللغوية عن مجتمعات الإينوغويت، واكتشف أن غالبية التكهنات الأكاديمية حول piblokto ليست فقط مبنية على تقارير عن ثماني حالات فقط، ولكن كلمة "piblokto" "pibloktoq" "غير موجود في Inuktun (لغة Inughuit)؛ ربما، كما خلص ديك، ربما كان هذا نتيجة لأخطاء في النسخ الصوتي. في بحث نشر عام 1995 في مجلة أنثروبولوجيا القطب الشمالي، وفي كتابه عام 2001 أرض موسكو: جزيرة إليسمير في عصر الاتصال ، يقترح ديك أن البيبلوكتو هي "ظاهرة شبحية"، تنشأ أكثر من رد فعل الإينوهويت تجاه المستكشفين الأوروبيين. في وسطهم.
وبالمثل، وصف هيوز وسيمونز البيبلوكتو بأنه "عنوان شامل يجمع المستكشفون تحته ردود أفعال قلق الإينوويت المختلفة، وتعبيرات مقاومة النظام الأبوي أو الإكراه الجنسي ، والممارسة الشامانية". ببساطة، بدلاً من فهم البيبلوكتو كظاهرة ثقافية غريبة، يفهم بعض الباحثين النقديين الآن أنها تعبير عن صدمة العنف الاستعماري، بما في ذلك الاغتصاب. على سبيل المثال، كتب عالم الطب النفسي عبر الثقافات لورانس كيرماير.